# Kulgera
Kulgera (50 habitants) est le premier hameau situé au nord de la frontière avec l'Australie-Méridionale sur la Stuart Highway dans le Territoire du Nord en Australie.
Il est aussi situé sur la voie de chemin de fer reliant Darwin à Adélaïde et a deux arrêts hebdomadaires dans chaque sens.
Le village est situé en pays Pitjantjatjara.